# Бийи-Беркло
Бийи-Беркло (фр. Billy-Berclau) — коммуна во Франции, регион О-де-Франс, департамент Па-де-Кале, округ Бетюн, кантон Дуврен. Город расположен в 16 км к востоку от Бетюна и в 10 км к северу от Ланса, в месте слияния каналов Дюнкерк-Шельда и Дёль.
Население (2018) — 4 693 человека.

## Достопримечательности
- Церковь Святого Сердца (Сакре-Кёр), восстановленная после Первой мировой войны

## Экономика
Город был полностью разрушен во время Первой мировой войны. До 60-х годов XX века был одним из шахтёрских городов Па-де-Кале. После закрытия угольных разработок переориентирован на лёгкую и пищевую промышленность.
Структура занятости населения:
- сельское хозяйство - 0,3 %
- промышленность - 46,2 %
- строительство - 4,4 %
- торговля, транспорт и сфера услуг - 24,8 %
- государственные и муниципальные службы - 24,3 %

Уровень безработицы (2017) — 11,4 % (Франция в целом — 13,4 %, департамент Па-де-Кале — 17,2 %). 

Среднегодовой доход на 1 человека, евро (2017) — 21 880 (Франция в целом — 21 110, департамент Па-де-Кале — 18 610).

## Демография
Динамика численности населения, чел.

## Администрация
Пост мэра Бийи-Беркло с 1995 года занимает Стев Боссар (Steve Bossart). На муниципальных выборах 2020 года возглавляемый им центристский список был единственным.
| Период | Период | Фамилия          | Партия                  | Примечания                               |
| ------ | ------ | ---------------- | ----------------------- | ---------------------------------------- |
| 1971   | 1973   | Жереми Пото      |                         | директор школы                           |
| 1973   | 1994   | Шарль Жорис      | Социалистическая партия | профессор                                |
| 1994   | 2018   | Даниэль Делькруа | Социалистическая партия | начальник специализированного учреждения |
| 2018   |        | Стев Боссар      | Разные центристы        | учитель музыки                           |